# Station Takarazuka
Station Takarazuka (宝塚駅, Takarazuka-eki) is een spoorwegstation in de Japanse stad Takarazuka in de prefectuur Hyōgo. Het wordt aangedaan door de Fukuchiyama-lijn (JR), de Hankyu Takarazuka-lijn en de Imazu-lijn (Hankyu). Het station heeft in totaal zeven sporen, drie van JR en vier van Hankyu. Deze sporen zijn verdeeld over twee stations, welke verbonden zijn door een passage. Deze twee delen worden echter wel als één station gezien.

## Lijnen

### JR West
| 1 | ■ Fukuchiyama-lijn | richting Sanda en Sasayamaguchi           |
| 2 | ■ Fukuchiyama-lijn | richting Amagasaki, Osaka en Kita-Shinchi |
| 3 | ■ Fukuchiyama-lijn | richting Amagasaki, Osaka en Kita-Shinchi |

### Hankyu
| 1,2 | ■ Imazu-lijn      | richting Nishinomiya-Kitaguchi en Imazu                            |
| 3,4 | ■ Takarazuka-lijn | richting Kawanishi-Noseguchi, Umeda (Osaka) en Kawaramachi (Kioto) |

## Geschiedenis
Het station werd in 1897 geopend. In 1910 opende Hankyu het station. 

## Overig openbaar vervoer
Er bevindt zich een busstation nabij het station.

## Stationsomgeving
- Sorio Takarazuka (winkelcentrum)
  -  Hankyu warenhuis
  - Sumitomo Bank
  - Sorio Hall
- Autoweg 176
- Takarazuka-Onsen
- Hananomichi (promenade)
- Takarazuka-Theater
- Lotteria (fastfoodrestaurant)
- Muziekschool van Takarazuka
- Round1
- Grand Gate Takarazuka (winkelcentrum)
- Takarazuka Washington Hotel
- Lawson
- Mukogawa-rivier

(JR Kioto-lijn<<) ·  Ōsaka ·  Tsukamoto ·  Amagasaki ·  Tsukaguchi ·  Inadera ·  Itami ·  Kita-Itami ·  Kawanishi-Ikeda ·  Nakayamadera ·  Takarazuka ·  Namaze ·  Nishinomiyanajio ·  Takedao ·  Dōjō ·  Sanda ·  Shin-Sanda ·  Hirono ·  Aino ·  Aimoto ·  Kusano ·  Furuichi ·  Minami-Yashiro ·  Sasayamaguchi ·  Tamba-Oyama ·  Shimotaki ·  Tanikawa ·  Kaibara ·  Isō ·  Kuroi ·  Ichijima ·  Tamba-Takeda ·  Fukuchiyama · (>>Sanin-lijn)